# Lijst van Etterbekenaars

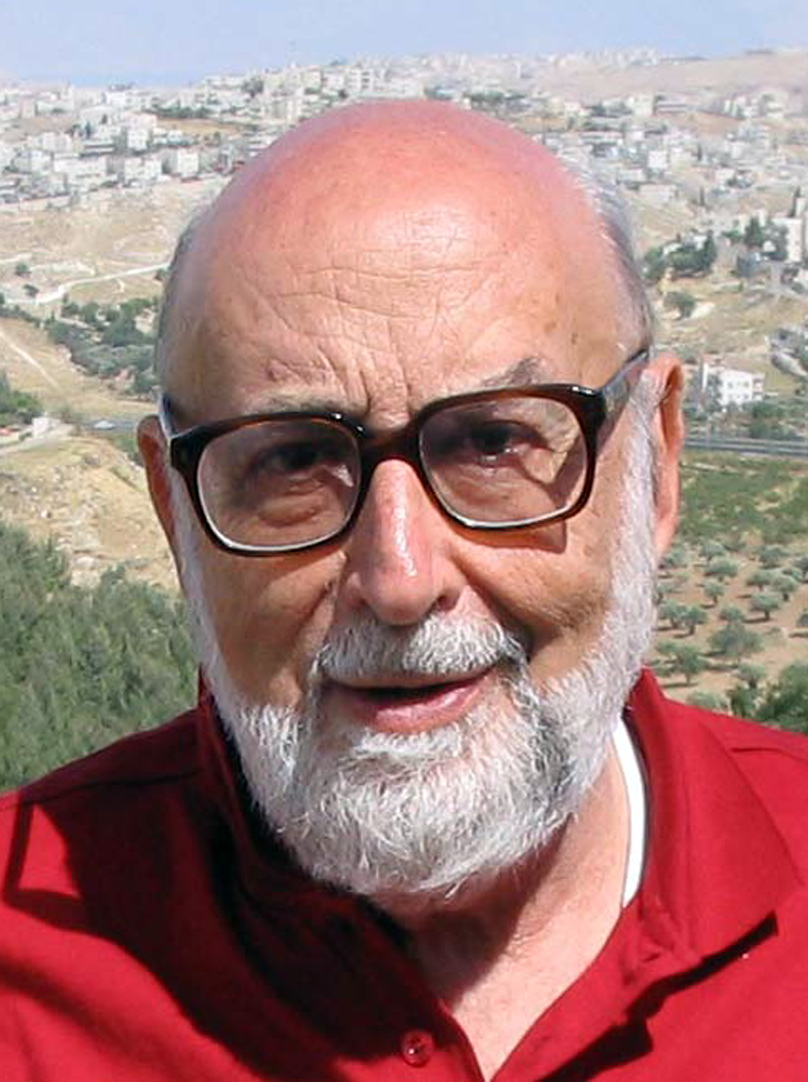
François Englert (*1932)

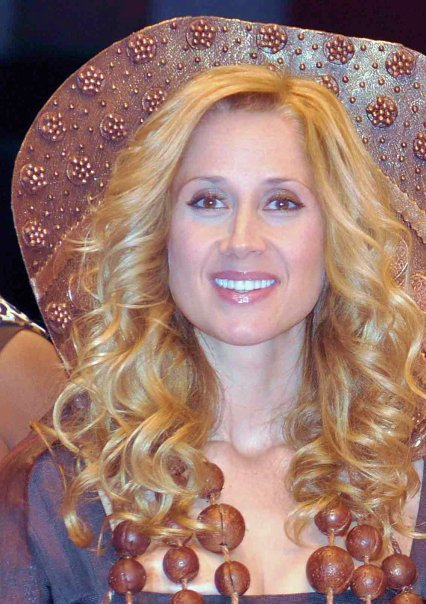
Lara Fabian (*1970)

Deze pagina bevat een chronologische lijst van personen die in Etterbeek geboren zijn of op een andere manier als Etterbekenaar kunnen bestempeld worden.
- Jean Massart (1865-1925), bioloog
- Paul Cauchie (1875-1952), beeldend kunstenaar
- François Verstraeten (1887–1965), wielrenner
- Edmond Thieffry (1892-1929), luchtvaartpionier
- Hergé (1907-1983), striptekenaar (echte naam Georges Rémi)
- Joseph Wittebols (1912-1964), missionaris in Congo, bisschop van Wamba (1949)
- Hervé Brouhon (1924-1993), politicus en onderwijzer
- André Franquin (1924-1997), striptekenaar
- Nicole Saeys (1924-2021), atlete
- Roger Lambrechts (1927-2005), archeoloog en etruscoloog, hoogleraar aan de Université catholique de Louvain
- Fernand Linssen (1928-2011), atleet
- Jacqueline Harpman (1929-2012), schrijfster en psychoanalytica
- Pierre Romeijer (1930-2018), chef-kok
- Marthe Wéry (1930-2005), kunstenares
- François Englert (1932), theoretisch fysicus en Nobelprijswinnaar (2013)
- Lucien De Gieter (1932), striptekenaar
- Elie Van Thournout (1933), atleet
- Jos Chabert (1933-2014), politicus
- Stéphane Steeman (1933-2015), humorist, zoon van Stanislas-André Steeman
- Yves Duval (1934-2009), stripscenarioschrijver en journalist
- Serge Moureaux (1934-2019), politicus
- Jean Jacques Abrahams (1935-2015), auteur en advocaat
- Misha Defonseca (1937), schrijfster
- Philippe Wilmès (1938-2010), ondernemer en hoogleraar
- Philippe Moureaux (1939-2018), politicus
- François Weyergans (1941-2019), schrijver en filmregisseur
- Jacques De Coster (1945-2022), politicus
- Claude Lombard (1945-2021), zangeres
- Isabelle de Borchgrave (1946-2024), tekenares en kunstschilderes
- André Bialek (1947), chansonnier
- Godelieve Quisthoudt-Rowohl (1947), Duits politica
- Herman Van Rompuy (1947), politicus, 66ste premier van België (2008-2009) en eerste voorzitter van de Europese Raad (2010-2014)
- Jean Demannez (1949-2021), politicus
- Danny Lademacher (1950-2025), rockmuzikant
- Thérèse Chotteau (1951), beeldhouwer
- Françoise Nyssen (1951), scheikundige en stedenbouwkundige
- Michel Van Roye (1951-2025), politicus
- Paul Hermelin (1952), CEO van Capgemini
- Kamiel Vanhole (1954-2008), schrijver, scenarioschrijver, vertaler en (vredes)activist
- Ben Hemerijckx (1954-2010), acteur en regisseur
- Pascale Vandegeerde (1957-2022), activiste, lid van de Cellules Communistes Combattantes
- Évelyne Huytebroeck (1958), politica
- Philippe Francq (1961), striptekenaar
- Yves Mattagne (1963), chef-kok
- Amélie Nothomb (1966), schrijfster
- Reinhilde Van Driel (1966), actrice
- Lara Fabian (1970), zangeres
- Jan De Cock (1976), beeldend kunstenaar
- Hassan Idrissi (1976-2023), politicus
- Emily Hoyos (1977), politica
- Anthony Ferro (1980), atleet
- Jérôme d'Ambrosio (1985), autocoureur
- Stromae (Paul Van Haver) (1985), singer-songwriter
- Kristoffer Andersen (1985), Belgisch-Deens voetballer
- Steve Colpaert (1986), voetballer
- Marouane Fellaini (1987), Belgisch-Marokkaans voetballer
- Will Oyowe (1987), Belgisch atleet
- Flo Windey (1995), presentatrice